# De Putter
De Putter is een poldermolen nabij het Groninger dorp Foxhol, dat in de Nederlandse gemeente Midden-Groningen ligt.

## Beschrijving
De Putter is een maalvaardige Amerikaanse windmotor van het merk Record. De molen, die een windrad van 21 bladen met een diameter van 6 m heeft, werd oorspronkelijk in 1918 gebouwd door de firma Bakker uit IJlst voor de bemaling van een polder bij het Friese Koudum. In 2004 werd hij overgebracht naar zijn huidige locatie nabij het Foxholstermeer. Daar bemaalt hij het natuurgebied de Westerbroekstermadepolder, dat evenals de molen eigendom is van Het Groninger Landschap. De Putter is niet voor publiek geopend, maar kan tot op enkele meters worden benaderd.